# Colombia op de Olympische Zomerspelen 1972
Colombia nam deel aan de Olympische Zomerspelen 1972 in München, West-Duitsland. Voor het eerst in de geschiedenis wist het een olympische medaille te winnen. Het werden er uiteindelijk zelfs drie; een keer zilver en twee keer brons. Een volgende medaille zou pas weer 12 jaar later worden gewonnen.

## Medailleoverzicht
| Sport       | Olympiër           | Discipline        | Medaille |
| ----------- | ------------------ | ----------------- | -------- |
| Schietsport | Helmut Bellingrodt | bewegend doel (m) | Zilver   |
| Boksen      | Clemente Rojas     | -57kg (m)         | Brons    |
| Boksen      | Alfonso Pérez      | -60kg (m)         | Brons    |

## Deelnemers en resultaten per onderdeel

### Atletiek
| Olympiër          | Discipline   | Resultaat | Prestatie                                          |
| ----------------- | ------------ | --------- | -------------------------------------------------- |
| Jimmy Sierra      | 200m (m)     | 21e       | serie 7: 4de in 21,10 kwartfinale 1: 5de in 20,87  |
| Domingo Tibaduiza | 10000m (m)   | 32e       | serie 3: 12de in 29.24,0                           |
| Hernán Barreneche | marathon (m) | 29e       | 2:23.40                                            |
| Álvaro Mejía      | marathon (m) | 48e       | 2:31.56                                            |
| Víctor Mora       | marathon (m) | 52e       | 2:37.34                                            |
| Juana Mosquera    | 100m (v)     | 24e       | serie 1: 6de in 11,64 kwartfinale 4: 8ste in 11,66 |
| Juana Mosquera    | 200m (v)     | 22e       | serie 1: 5de in 24,20 kwartfinale 2: 6de in 24,00  |
| Elsy Rivas        | 400m (v)     | 43e       | serie 6: 7de in 56,33                              |

### Boksen
| Olympiër          | Discipline  | Resultaat | Prestatie |
| ----------------- | ----------- | --------- | --- |
| Prudencio Cardona | -48kg (m)   | 17e       | 1ste ronde: V van CUB Carbonell: 0-5 |
| Calixto Pérez     | -51kg (m)   | 5e        | 1ste ronde: vrij 2de ronde: W van CHI Vargas: 5-0 3de ronde: W van USA Dement: 5-0 kwartfinale: V van BUL Kostadninov: 2-3                                                        |
| Eduardo Barragan  | -54kg (m)   | 17e       | 1ste ronde: vrij 2de ronde: V van KEN Nderu: 1-4 |
| Clemente Rojas    | -57kg (m)   | Brons     | 1ste ronde: vrij 2de ronde: W van CAN Anderson: 3-2 3de ronde: W van BUL Kunchev: walk-over kwartfinale: W van ESP Rubio: gediskwalificeerd halve finale: V van KEN Waruinge: 2-3 |
| Alfonso Pérez     | -60kg (m)   | Brons     | 1ste ronde: vrij 2de ronde: W van UGA Odhiambo: 5-0 3de ronde: W van TCH Kaspar: 5-0 kwartfinale: W van TUR Doruk: 3-2 halve finale: V van HUN Orbán: 2-3                         |
| Emiliano Villa    | -63,5kg (m) | 9e        | 1ste ronde: W van SUD Okalo: 5-0 2de ronde: V van GBR Moughton: 2-3 |
| Bonifacio Avila   | -71kg (m)   | 17e       | 1ste ronde: vrij 2de ronde: V van FRG Kottysch: knock-out |

### Gewichtheffen
| Olympiër       | Discipline  | Resultaat | Prestatie                                                                               |
| -------------- | ----------- | --------- | --------------------------------------------------------------------------------------- |
| Lester Francel | -52kg (m)   | 10e       | duwen: 6de met 100kg trekken: 16de met 85kg stoten: 10de met 117,5kg totaal: 302,5kg    |
| José Martínez  | -67,5kg (m) | 16e       | duwen: 12de met 132,5kg trekken: 22ste met 102,5kg stoten: 15de met 145kg totaal: 380kg |

### Schietsport
| Olympiër              | Discipline             | Resultaat | Prestatie                             |
| --------------------- | ---------------------- | --------- | ------------------------------------- |
| Jaime Callejas        | 50m geweer 3 houdingen | 48e       | 1106 punten: (387-346-373)            |
| Alfonso Rodríguez     | 50m geweer 3 houdingen | 55e       | 1087 punten: (388-342-357)            |
| Jaime Callejas        | 50m geweer liggend     | 89e       | 579 punten: (97-94-97-100-95-96)      |
| Alfonso Rodríguez     | 50m geweer liggend     | 71e       | 585 punten: (96-98-97-99-97-98)       |
| Gilberto Fernández    | 50m pistool            | 27e       | 544 punten: (90-88-93-86-91-96)       |
| Jorge Henao           | 50m pistool            | 43e       | 535 punten: (88-83-93-89-91-91)       |
| Luis Colina           | 25m snelvuurpistool    | 40e       | 577 punten: (193-196-188)             |
| Guillermo Martínez    | 25m snelvuurpistool    | 51e       | 564 punten: (192-195-177)             |
| Gerardo González      | skeet                  | 27e       | 187 punten: (24-20-24-22-25-23-24-25) |
| Manuel González       | skeet                  | 43e       | 182 punten: (21-22-22-23-24-24-22-24) |
| Hanspeter Bellingrodt | 50m bewegend doel      | 15e       | 545 punten: (280-265)                 |
| Helmut Bellingrodt    | 50m bewegend doel      | Zilver    | 565 punten: (286-279)                 |

### Schoonspringen
| Olympiër     | Discipline    | Resultaat | Prestatie                          |
| ------------ | ------------- | --------- | ---------------------------------- |
| Salim Barjum | 3m plank (m)  | 26e       | voorronde: 26ste met 310,86 punten |
| Diego Henao  | 10m toren (m) | 26e       | voorronde: 26ste met 264,27 punten |

### Voetbal
| Olympiër | Discipline | Resultaat | Prestatie                                                     |
| --- | ---------- | --------- | ------------------------------------------------------------- |
| Armando Acosta Henry Caicedo Álvaro Calle Ernesto Díaz Fabio Espinosa Domingo González Dumas Guette Carlos Lugo Gerardo Moncada Luis Montano Jaime Morón Willington Ortiz Silvio Quintero Vicente Revellón Rafael Reyes Antonio Rivas Orlando Rivas Álvaro Santamaría Ángel Torres | mannen     | 10e       | groep D: 3de V van Polen: 1-5 V van FRG: 1-6 W van Ghana: 3-1 |

| Groep D |          |             |             |             |             |            |            |            |        |
| #       | Land     | Wedstrijden | Wedstrijden | Wedstrijden | Wedstrijden | Doelpunten | Doelpunten | Doelpunten | Punten |
| #       | Land     | G           | W           | G           | V           | V          | T          | Saldo      | Punten |
| 1       | Polen    | 3           | 3           | 0           | 0           | 11         | 2          | +9         | 6      |
| 2       | FRG      | 3           | 2           | 0           | 1           | 11         | 3          | +8         | 4      |
| 3       | Colombia | 3           | 1           | 0           | 2           | 5          | 12         | -7         | 2      |
| 4       | Ghana    | 3           | 0           | 0           | 3           | 1          | 11         | –10        | 0      |

| Ronde       | Datum      | Plaats   | Land | Score    | Land |
| ----------- | ---------- | -------- | ---- | -------- | ---- |
| Groepsfase  |            |          |      |          |      |
| 28 augustus | Ingolstadt | Polen    | 1-5  | Colombia |      |
| 30 augustus | Passau     | FRG      | 1-6  | Colombia |      |
| 1 september | München    | Colombia | 3-1  | Ghana    |      |

### Wielersport
| Olympiër                                               | Discipline                    | Resultaat | Prestatie                                                          |
| Baan                                                   | Baan                          | Baan      | Baan                                                               |
| ------------------------------------------------------ | ----------------------------- | --------- | ------------------------------------------------------------------ |
| Jairo Díaz                                             | sprint (m)                    | 9e        | 1ste ronde serie 9: V van GDR Geschke 1ste ronde herkansingen: 2de |
| Carlos Galeano                                         | sprint (m)                    | 9e        | 1ste ronde serie 11: 3de 1ste ronde herkansingen: V van GBR Cooke  |
| Jairo Rodríguez                                        | tijdrit (m)                   | 23e       | 1.10,86                                                            |
| Jairo Díaz                                             | individuele achtervolging (m) | 5e        | kwalificatie: 8ste kwartfinale: V van NOR Knudsen: gedubbeld       |
| Jairo Díaz Rafael Narvaez                              | tandem (m)                    | 14e       | 1ste ronde serie 5: V van Nederland 1ste ronde herkansingen: 3de   |
| Weg                                                    |                               |           |                                                                    |
| Fabio Acevedo                                          | wegwedstrijd (m)              | DNF       | niet gefinisht                                                     |
| Fernando Cruz                                          | wegwedstrijd (m)              | 26e       | 4:15.13                                                            |
| Juan de Dios                                           | wegwedstrijd (m)              | 66e       | 4:17.09                                                            |
| Miguel Samaca                                          | wegwedstrijd (m)              | 9e        | 4:15.13                                                            |
| Fabio Acevedo Fernando Cruz Henry Cuevas Miguel Samacá | ploegentijdrit (m)            | 22e       | 2:18.36,9                                                          |

### Zwemmen
| Olympiër        | Discipline           | Resultaat | Prestatie                |
| --------------- | -------------------- | --------- | ------------------------ |
| Tomas Becerra   | 400m vrije slag (m)  | 33e       | serie 2: 5de in 4.20,78  |
| Tomas Becerra   | 1500m vrije slag (m) | 23e       | serie 4: 5de in 17.16,38 |
| Jorge Jaramillo | 1500m vrije slag (m) | 33e       | serie 3: 5de in 17.35,84 |
| Jorge Jaramillo | 200m vlinderslag (m) | 19e       | serie 1: 5de in 2.10,24  |
|                 |                      |           |                          |
| Roselina Angee  | 200m vrije slag (v)  | 28e       | serie 5: 6de in 2.18,62  |
| Olga de Angulo  | 200m vrije slag (v)  | 26e       | serie 2: 5de in 2.17,34  |
| Roselina Angee  | 400m vrije slag (v)  | 22e       | serie 2: 5de in 4.45,97  |
| Olga de Angulo  | 400m vrije slag (v)  | 18e       | serie 4: 4de in 4.40,09  |
| Roselina Angee  | 800m vrije slag (v)  | 18e       | serie 3: 3de in 9.38,08  |
| Olga de Angulo  | 800m vrije slag (v)  | 21e       | serie 2: 4de in 9.43,27  |
| Olga de Angulo  | 200m vlinderslag (v) | 22e       | serie 3: 5de in 2.34,69  |
| Roselina Angee  | 200m wisselslag (v)  | 42e       | serie 6: 7de in 2.45,46  |
| Roselina Angee  | 400m wisselslag (v)  | 37e       | serie 4: 7de in 5.35,44  |

Afghanistan · Albanië · Algerije · Amerikaanse Maagdeneilanden · Argentinië · Australië · Bahama's · Barbados · België · Bermuda · Birma · Bolivia · Bondsrepubliek Duitsland · Brazilië · Brits-Honduras · Bulgarije · Canada · Ceylon · Chili · Colombia · Congo-Brazzaville · Costa Rica · Cuba · Dahomey · Denemarken · Dominicaanse Republiek · Duitse Democratische Republiek · Ecuador · Egypte · El Salvador · Ethiopië · Fiji · Filipijnen · Finland · Frankrijk · Gabon · Ghana · Griekenland · Groot-Brittannië · Guatemala · Guyana · Haïti · Hongarije · Hongkong · Ierland · IJsland · India · Indonesië · Iran · Israël · Italië · Ivoorkust · Jamaica · Japan · Joegoslavië · Kameroen · Kenia · Khmerrepubliek · Koeweit · Lesotho · Libanon · Liberia · Liechtenstein · Luxemburg · Madagaskar · Malawi · Maleisië · Mali · Malta · Marokko · Mexico · Monaco · Mongolië · Nederland · Nederlandse Antillen · Nepal · Nicaragua · Nieuw-Zeeland · Niger · Nigeria · Noord-Korea · Noorwegen · Oeganda · Oostenrijk · Opper-Volta · Pakistan · Panama · Paraguay · Peru · Polen · Portugal · Puerto Rico · Roemenië · San Marino · Saoedi-Arabië · Senegal · Singapore · Soedan · Somalië · Sovjet-Unie · Spanje · Suriname · Swaziland · Syrië · Taiwan · Tanzania · Thailand · Togo · Trinidad en Tobago · Tsjaad · Tsjecho-Slowakije · Tunesië · Turkije · Uruguay · Venezuela · Verenigde Staten · Vietnam · Zambia · Zuid-Korea · Zweden · Zwitserland